# Erin Manning
Erin Manning (* 1. Februar 1969) ist eine kanadische Kulturtheoretikerin, Philosophin und eine Künstlerin im Bereich Tanz und Design.
Mannings Forschungen umfassen die Bereiche Kunst, politische Theorie und Philosophie. Sie erhielt ihren Doktortitel in politischer Philosophie an der Universität von Hawaii im Jahr 2000. Derzeit unterrichtet sie in der Fakultät der Kunstwissenschaften an der Concordia University.
Manning ist Gründerin und Direktorin des „SenseLab“. Gemeinsam mit anderen Künstlern und Theoretikern erkundet das interdisziplinäre Labor den Zusammenhang zwischen künstlerischem Schaffen und theoretischer Forschung.

## Werke
- For a Pragmatics of the Useless. Duke University Press, Durham und London 2020, ISBN 978-1-4780-1107-1.
- The Minor Gesture. Duke University Press, Durham und London 2016, ISBN 978-0-8223-6121-3.
- Always More Than One: Individuation’s Dance. Duke University Press, Durham und London 2013, ISBN 978-0-8223-5334-8.
- Relationscapes: Movement, Art, Philosophy. MIT Press, Cambridge 2009, ISBN 978-0-262-13490-3.
- Politics of Touch: Sense, Movement, Sovereignty. Univ. of Minnesota Press, Minneapolis 2007, ISBN 978-0-8166-4845-0.
- Ephemeral Territories: Representing Nation, Home, and Identity in Canada. Univ. of Minnesota Press, Minneapolis 2003, ISBN 0-8166-3925-6.